# 比利永库尔
比利永库尔（法語：Burlioncourt，法語發音：[byʁljɔ̃kuʁ]）是法国摩泽尔省的一个市镇，属于萨尔堡-萨兰堡区。

## 地理
比利永库尔（48°51'39"N, 6°34'46"E）面积7.36 平方千米，位于法国大東部大區摩泽尔省，该省份为法国东北部内陆省份，是洛林的一部分，西南接默尔特-摩泽尔省，东临下莱茵省，北与卢森堡和德国接壤。
与比利永库尔接壤的市镇（或旧市镇、城区）包括：武埃堡、达兰、阿布当日、昂蓬、奥布雷克、皮蒂尼、瓦讷库尔。

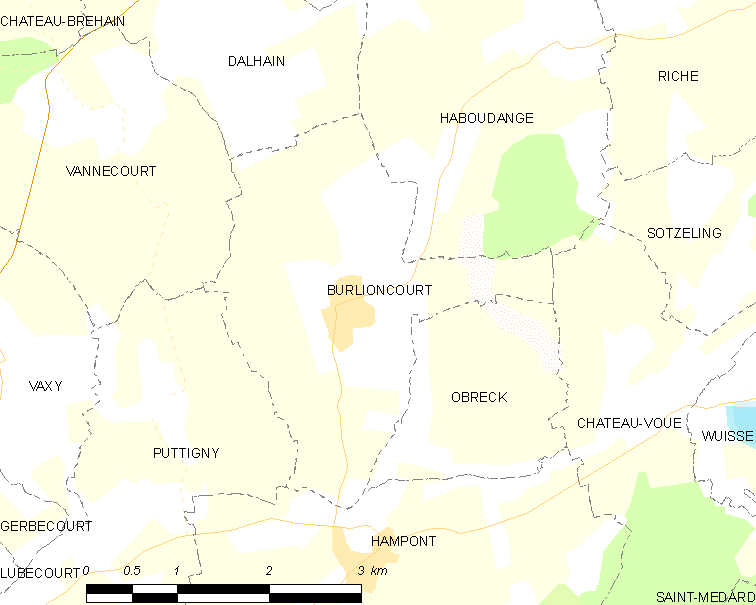
比利永库尔的OSM定位图

比利永库尔的时区为UTC+01:00、UTC+02:00（夏令时）。

## 行政
比利永库尔的邮政编码为57170，INSEE市镇编码为57120。

## 政治
比利永库尔所属的省级选区为索努瓦县。

## 人口

1962-2008年间比利永库尔人口变化图示

比利永库尔于2022年1月1日时的人口数量为123人。